# Марьяновская культура
Марьяновская культура — археологическая культура энеолита и бронзового века, распространённая на территории лесостепной Украины и левобережного Полесья в XVIII—XII вв. до н. э. Поздний период (начиная с XIV века) представлен памятниками малобудковского типа. Иногда рассматривается в качестве начального этапа бондарихинской культуры, которая пришла ей на смену.
Название происходит от поселений близ деревни Марьяновка (ныне часть села Бунякино) на р. Сейм, обнаруженных во время раскопок М. Я. Рудинского в 1930 году.
Племена марьяновской культуры вели довольно оседлый образ жизни. Обнаружены жилища полуземляночного типа, прямоугольные по форме, с очагом в центре. Население занималось разведением крупного и мелкого рогатого скота, свиней и земледелием.
Керамика марьяновской и бондарихинской культур отличается от сосудов соседних синхронных культур. В основном это горшки с широко открытым горлом и небольшим плоским дном. Орнамент — из ямок различной формы, отпечатков гребенчатого штампа или отрезков так называемого перевитого шнура, часто покрывает всю поверхность посуды. На марьяновской посуде узор — более густой, ямки обычно круглые, чаще встречаются гусеничный и гребенчатый штампы.
Вопрос о происхождении марьяновской культуры относится к числу дискуссионных и до конца не прояснён. Керамика марьяновцев выглядит продолжением развития ямочно-гребенчатой керамики неолита. С запада марьяновцы испытывали давление сосницкой культуры (вариант тшинецкой).